# 日日連續劇
日日連續劇（韓語：일일연속극）或稱日日電視劇（韓語：일일드라마），簡稱日日劇（韓語：일일극），是大韓民國稱呼於平日播出的連續劇，類似台灣俗稱之八點檔。實際播出時間依各電視台而有所不同，多數為一週播映五天，也有一週播四天、六天甚至七天。時段多為晚上，部分電視台則作為晨間劇播映。

## 時段特色
- 劇集長度為100至120集左右，每週一至五播出，每集長度約30分鐘。[1]
- 絕大部分為「狗血劇」，但每次在日日劇製作發表會上，製作團隊都會回答「絕對不是狗血劇」，但在電視劇播出後，劇情發展為煽情及不斷反覆的鬧劇。[1]
- 2018年，《中央日報》統計該年播出的十四部晨間劇及日日劇中，超過90%的作品包含身世之謎，殺人、綁架、暴行、失憶症、絕症等亦是七成以上作品包含的情節。[1]

## 日日劇系列

### 現存時段
- KBS 1TV日日連續劇：逢星期一至五晚間於KBS 1TV播放，最初（1979－1982年）是逢星期一至六播放。
- KBS 2TV日日連續劇：逢星期一至五晚間於KBS 2TV播放。
- MBC日日連續劇：逢星期一至五晚間於MBC播放，2019－2020年曾改於早晨放映。

### 已停播時段
- KBS TV小說（1987年、1995年－2009年、2011年－2018年）：初期（1987年）逢星期一至五晚間於KBS 1TV播放，1995年改為晨間放映。
- MBC日日連續史劇（朝鲜语：문화방송 일일연속사극）（1971年－1982年、2013年－2014年）：逢星期一至五晚間於MBC播放。
- MBC日日特別企劃連續劇（2014年－2017年）：逢星期一至五晚間於MBC播放，2017年更改為逢星期一、二播放。
- SBS日日連續劇（1991年－1992年、1995年－2004年、2007年－2017年）：逢星期一至五晚間於SBS播放，1997－1998年曾改逢星期一至四播放。
- tvN日日連續劇（2012年－2013年、2014年－2015年）：逢星期一至四晨間於tvN播放，2013年曾一度改逢星期一至五播放。
- JTBC日日連續劇（2013年－2014年）：逢星期一至五晚間於JTBC播放。
- TV朝鮮晚間日日劇（2012年）：逢星期一至五晚間於TV朝鮮播放。